# Догађај на другом перону
„Догађај на другом перону“ је југословенски ТВ филм из 1975. године. Режирао га је Сулејман Купусовић, према сценарију Алберта Перинија.

## Улоге
| Глумац             | Улога |
| ------------------ | ----- |
| Руди Алвађ         |       |
| Даринка Ђурашковић |       |
| Михајло Мрваљевић  |       |